# Waaiervleugeligen
Strepsiptera, in het Nederlands waaiervleugeligen of waaiertjes, naar de vorm van de achtervleugels van de mannetjes, zijn een orde van holometabole insecten met merendeels een zeer gespecialiseerde, parasitaire levenswijze. Er zijn op de wereld ongeveer 580 soorten bekend. 

## Uiterlijk
Er is een sterke seksuele dimorfie:
De vrouwtjes van de verschillende soorten Strepsiptera zijn uiterlijk nauwelijks van elkaar te onderscheiden; ze hebben geen poten, geen vleugels, rudimentaire monddelen en brengen nagenoeg hun gehele leven in een gastheer door. Hun kop en borststuk zijn gefuseerd, deze cephalothorax steekt deels uit het lijf van de gastheer. Ze worden bevrucht (via traumatische inseminatie) door een membraan op de cephalothorax, en de jongen verlaten het lichaam ook weer via de ontstane opening. Vrouwtjes nemen hun voedingsstoffen door diffusie op uit het lichaam van hun gastheer. Vrouwtjes zijn tot 10 mm lang. In de tropen komen nog wel 'primitieve Strepsiptera' voor met gevleugelde, vrijlevende vrouwtjes.
De mannetjes zijn tot 3 mm lang en hebben vleugels en vertakte antennen; het voorste vleugelpaar is gereduceerd tot ovale knopjes of kolfjes, enigszins lijkend op die van diptera; bij deze laatste orde zijn het echter de achtervleugels die dit lot hebben ondergaan. De vleugels zien eruit als een waaier en hebben slechts een rudimentaire adering. De samengestelde ogen zijn relatief groot en hebben onder insecten een opmerkelijke structuur. Mannetjes leven slechts enkele uren en paren met het vrouwtje terwijl zij deels uit het lichaam van haar gastheer steekt. Zij vinden haar door geslachtsferomonen.

## Levenscyclus
De eitjes drijven vrij in het lichaam van het vrouwtje rond tot ze worden bevrucht door de spermatozoïden van het mannetje, dat daartoe de membraan van het broedkanaal van het vrouwtje doorbreekt. Polyembryonie komt veelvuldig voor. De (honderden tot duizenden) levende larven (triungulinen) zwemmen door het lichaam van het vrouwtje en worden door het vrouwtje achtergelaten op een bloem waar ze wachten op een passerende gastheer, vaak een bij of wesp, hoewel ook andere soorten insecten (zoals sprinkhanen of kakkerlakken) soms als gastheer dienen. De triungulinen hebben zes poten, en zijn zeer klein (0,085 - 0,35 mm). Vinden ze een gastheer, dan liften ze mee naar diens nest, waar ze vermoedelijk wachten tot de eitjes uitkomen om zich dan in het lichaam van de larve in te vreten. Eenmaal in de larve vervelt de triunguline en ziet er daarna uit als een made die voedsel door de huid via diffusie opneemt van de gastheer. Na de verpopping van de gastheer breekt de parasitaire larve door de huid van de gastheer, meestal tussen twee tergieten van het achterlijf door, en vervelt voor de laatste maal. Het vrouwtje steekt nu met de kop naar buiten, het mannetje vormt een pop die tussen de tergieten naar buiten steekt en twee oogvlekken bezit. Zonlicht laat het mannetje uitkomen en zijn gastheer verlaten om op zoek te gaan naar een vrouwtje (in een andere gastheer verblijvend). De geïnfecteerde gastheer ziet er vaak iets anders uit dan normaal en wordt soms zelf onvruchtbaar. Gastheren zijn waarschijnlijk meestal niet specifiek voor een enkele Strepsipterasoort; wel wordt meestal slechts op een beperkt aantal verwante soorten geparasiteerd.

## Onderverdeling
De waaiervleugeligen worden als volgt onderverdeeld (aantal soorten en geslachten betreft nog voorkomende soorten):; 22-08-2006
- Onderorde Stylopidia
  - Familie Bohartillidae (1 soort, in 1 geslacht)
  - Familie Callipharixenidae (2 soorten, in  1 geslacht)
  - Familie Corioxenidae (40 soorten, in  12 geslachten)
  - Familie Elenchidae (29 soorten, in  4 geslachten)
  - Familie Halictophagidae (127 soorten, in  6 geslachten)
  - Familie Myrmecolacidae (100 soorten, in  4 geslachten)
  - Familie Stylopidae (268 soorten, in  11 geslachten)
- Onderorde Strepsiptera
  - Familie Mengenillidae (13 soorten, in  4 geslachten)
- Onderorde Mengenillidia†
  - Familie Mengeidae†
- Strepsiptera incertae sedis
  - Familie Protoxenidae†
  - Strepsiptera incertae sedis†

Met welke andere insectenorden de Strepsiptera het nauwst verwant zijn is onzeker; morfologische zowel als genetische onderzoeken leiden tot nu toe tot tegenstrijdige conclusies. Er zijn zowel pleitbezorgers voor de vliegen als voor de kevers.

## Strepsiptera in Nederland

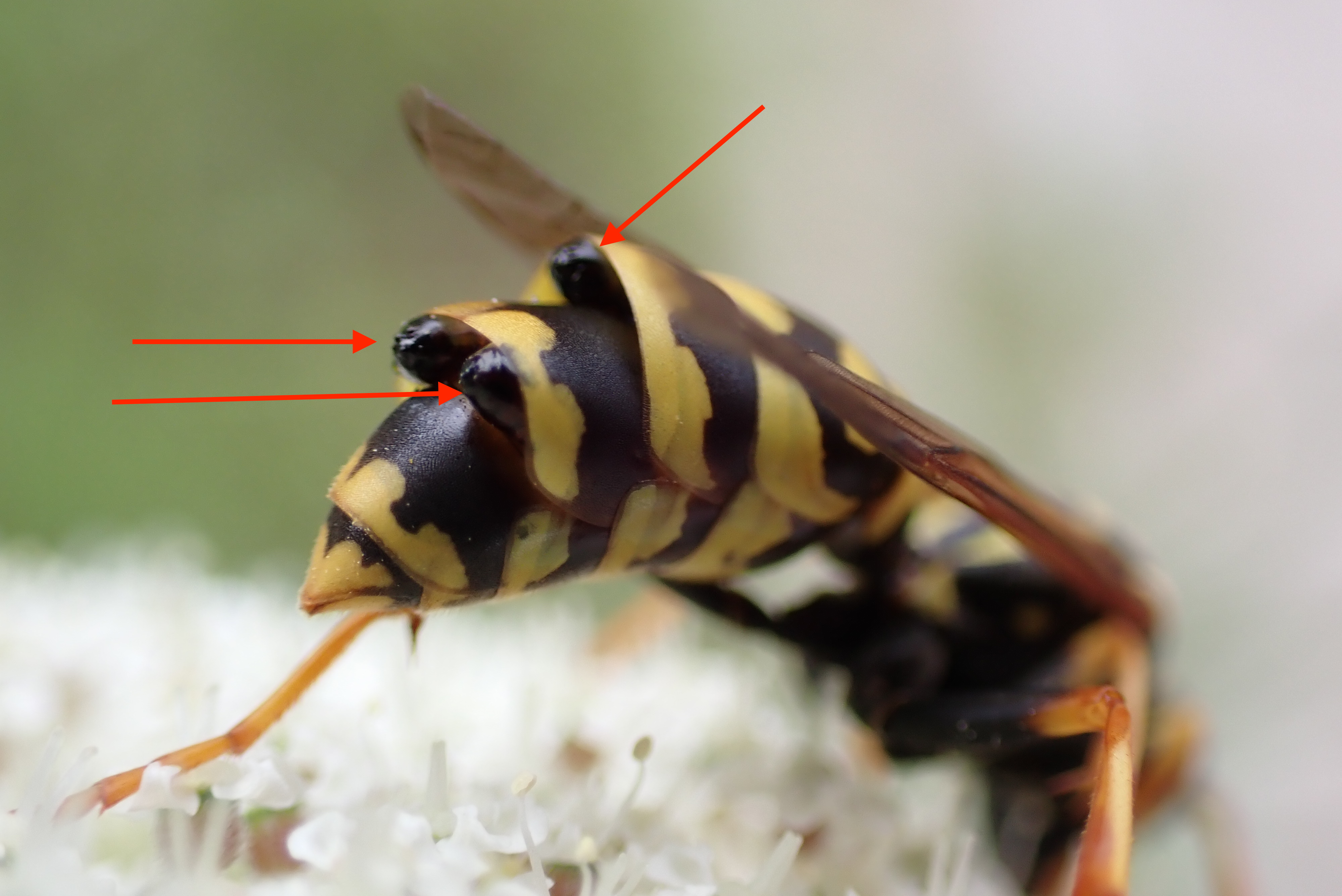
Polistes sp. geparasiteerd door drie Xenos vesparum veldwespwaaiertjes (Xenos vesparum)

In Nederland zijn vijf soorten waaiervleugeligen bekend. De groep is door de verborgen en onopvallende levenswijze lastig te bestuderen. De Nederlandse soorten:
- Elenchus tenuicornis
- Stylops melittae
- Halictoxenos tumulorum
- Pseudoxenos heydeni
- Xenos vesparum